# 456-os savariai földrengés
A 456-os savariai földrengés a legkorábbi, Magyarország mai területéről feljegyzett rengés. 456. szeptember 7-én következett be Savaria városában, a mai Szombathelyen. Erőssége valószínűleg 6,1-es volt.

## A rengés idejének megállapítása
A leírások szerint Avitus császár uralkodása alatt történt az eset, aki 455-456-ban uralkodott. Johannes Cuspinianus reneszánsz krónikaíró beszámolója alapján feltehető, hogy a rengés szeptember 7-én este történt. Avitus pannóniai hódításának időpontjából pedig a 456-os év számolható ki.

## Beszámolók
Noricumi Szent Szeverin életének leírásából kiderül, hogy a szent még csak néhány napja élt a városban, amikor a rengés bekövetkezett. A katonák megijedtek és kiszaladtak a városkapun, mivel azt hitték, ellenség tört rájuk.

## A rengés leírása és helye
A helyszínen paleorengésekre utaló nyomok nincsenek, de megfigyelhetőek 4-6 centiméteres homokgejzírek. A rengés valószínűleg nem volt katasztrofális, mert erre utaló geológiai nyomokat nem találtak. Ennek valószínűleg az az oka, hogy Pannónia pusztulása és az életszínvonal csökkenése ekkoriban már olyan méreteket öltött, hogy az emberek nem kőházakban, hanem a régi városfalakhoz tapasztott kunyhókban éltek, így a rengés pusztítása nem volt látványos.
A pontos epicentrumot nem lehetett megállapítani, de valószínű, hogy Mur-Mürtz zónához van köze, forrása pedig Szombathelytől 35 kilométerre északnyugatra tehető.